# Moritz August Seubert
Moritz August Seubert ( * 2 de junio de 1818, Karlsruhe - 8 de abril de 1878, Karlsruhe) fue un profesor, botánico, algólogo, briólogo y pteridólogo alemán.

## Vida
Seubert era hijo de un oficial médico militar. Concurre primero al Liceo de Karlsruhe, donde toma contacto con el botánico Alexander Braun, quien lo interesa en tal ciencia. 
En 1836, comienza estudios de Medicina en la Universidad de Heidelberg y luego en 1837, estudia ciencia natural en la Universidad de Bonn. Sus maestros allí fueron Georg August Goldfuss, Ludolph Christian Treviranus y Johann Jakob Nöggerath. Recibido su PhD en Bonn, se traslada a la Universidad de Berlín, donde obtiene una cátedra. 
En 1843, comienza a enseñar en Bonn.
En 1846, oposita y gana la cátedra de profesor de Botánica y de Zoología en la Universidad de Karlsruhe como  sucesor de Alexander Braun. Al mismo tiempo, también sucede a Braun como cabeza del Großherzoglichen Naturalienkabinetts (Gabinete de Especímenes de Historia Natural del Gran Ducado) y en los Jardines Botánicos de Karlsruhe. Además, es bibliotecario de la Großherzoglichen Hof- und Landesbibliothek (Biblioteca de la Corte del Gran Ducado).
Además de la enseñanza y la administración, Seubert publica varias obras. Su Flora azorica de 1844, donde críticamente valora los herbarios de Christian Ferdinand Friedrich Hochstetter y de su hijo, Karl Hofstetter. 
Trabajó sobre una serie de plantas de las familias en Flora brasiliensis, publicado por Carl Friedrich Philipp von Martius, expandiendo los capítulos de Alismataceae, Amaryllidaceae, Butomaceae, Liliaceae. 
Escribe un libro de texto de Botánica Lehrbuch der gesamten Pflanzenkunde (Todo sobre Botánica), que aparece en cinco ediciones. 
En 1836, su Exkursionsflora für das Großherzogthum Baden (Excursiones de Estudio a la Flora del Gran Ducado de Baden) aparece, y luego otro sobre la región del sudoeste germano en 1869.

## Obra
- Exkursionsflora für das Großherzogthum Baden
- Lehrbuch der gesammten Pflanzenkunde
- Flora Azorica: con Christian Ferdinand Hochstetter
- Symbolae ad erinacei europaei anatomen

## Fuente
Traducción del Art. en lengua inglesa de Wikipedia.
- La abreviatura «Seub.» se emplea para indicar a Moritz August Seubert como autoridad en la descripción y clasificación científica de los vegetales.[1]